# René Charles Edmond His
René Charles Edmond His, né le 15 février 1877 à Colombes et mort le 29 décembre 1960 à Paris 14e, est un peintre français.

## Biographie
René Charles Edmond His naît le 15 février 1877 à Colombes.
Il est l'élève de Jules Lefebvre, Tony Robert-Fleury et Henri Biva. Il peint principalement des paysages de plans d'eau, d'étangs et de rivières et des vues de Provence et d'Algérie,. Il reçoit une mention honorable  et le prix Brizard en 1898. Sociétaire des Artistes Français à partir de 1900, il y obtient une médaille de troisième classe. Il expose à l'exposition universelle de 1900,, il y obtient une mention honorable.
René Charles Edmond His meurt en 1960.

## Œuvres
- Village marocain, huile sur panneau,1930[6]
- Ruisseau dans un paysage[5]